# Ондар, Чимит-Доржу Байырович
Чимит-Доржу Байырович Ондар (род. 28 апреля 1932, Кызыл-Тайга, Дзун-Хемчикский хошун) — советский и российский политический деятель. Председатель Совета Министров, Верховного Совета Тувинской АССР. Народный депутат РСФСР (1990—1993), депутат Госдумы России (2003—2007). Глава тувинского землячества Москвы.

## Биография
Родился 28 апреля 1932 года в селе Кызыл-Тайга Тувинской народной республики.
Окончил Ленинградский политехнический институт.
В 1960—1967 годах занимал управленческие должности на производстве (инженер пивоваренного завода, начальник СМУ, директор комбината «Туваасбест»), в 1967—1976 годах — управляющий трестом «Тувинстрой». Член КПСС с 1963 о 1991 годы.
С 1976 года — на государственной работе. С 1976 года был заместителем Председателя Совета Министров Тувинской АССР, в 1977—1984 годах — Председателем Совета Министров Тувинской АССР.
В 1984—1990 годах — Председатель Президиума Верховного Совета Тувинской АССР 6-го созыва, в 1990—1991 годах — Председатель Верховного Совета Тувинской АССР 7-го созыва.
Одновременно — член Президиума Верховного Совета РСФСР (1985—1990), народный депутат РСФСР (1990—1993), народный депутат Республики Тува (с 1990 года).
В 1996—1997 годах — исполняющий обязанности постоянного представителя Республики Тыва при Президенте РФ.
По состоянию на 2012 год — советник председателя правительства Республики Тыва Ш. В. Кара-оол по вопросам энергетики промышленности и строительства, заместитель председателя общероссийской общественной организации «Ассамблея народов России», руководитель московско-тувинского землячества.

## Награды
- Орден Трудового Красного Знамени
- Орден Дружбы народов
- Орден «Знак Почёта»
- Орден Республики Тыва (10 августа 2007 года) — за большой вклад в социально-экономическое развитие республики и многолетнюю добросовестную работу[4]
- Орден «Буян-Бадыргы» I степени (22 апреля 2022 года) — за существенный вклад в дело укрепления мира, дружбы и сотрудничества между народами[5]

## Сочинения
- Ондар Ч.-Д. Б. Первые демократические выборы в Туве 1990 года (отрывок из рукописи «Уроки жизни и поиск») // Новые исследования Тувы : электронный информационный журнал. — 2011. — № 4.